# Тютчев, Степан Богданович
Тютчев, Степан Богданович (ок.1720 — ?) — вятский губернатор (1798—1800)

## Биография
Родился ок. 1720 года в семье подполковника Ефрема-Богдана Семёновича Тютчева. Артиллерии полковник, затем статский советник (1791). В 1772—1781 — Пронский уездный предводитель дворянства, в 1780—1785 был рязанским губернским предводителем дворянства, в 1794—1796 председатель Рязанской гражданской палаты. С февраля по сентябрь 1798 — вице-губернатор Владимирской губернии. В 1798 назначен губернатором Вятской губернии, в 1800 уволен за старостью лет, причем ревизоры, сенаторы И. В. Лопухин и Свиридов, положительно отзывались о деятельности престарелого губернатора.

## Семья
Первая жена — Прасковья Никитична (до 1778)
Вторая жена — Анна Фёдоровна Вейдегова (с 1785)